# Équipe cycliste Cannondale-USA
Cannondale-USA est une équipe cycliste féminine sur route ayant existé en 2002. À partir d'avril, elle prend le nom d'équipe T-mobile.

## Création

### Sponsors et financement de l'équipe
L'équipe est sponsorisée par le fabricant de cycle Cannondale. En avril, T-Mobile USA devient le partenaire principal et donne son nom à l'équipe. Le budget de l'équipe est compris entre 400 000 et 700 000 dollars américains.

## Coureurs et encadrement technique

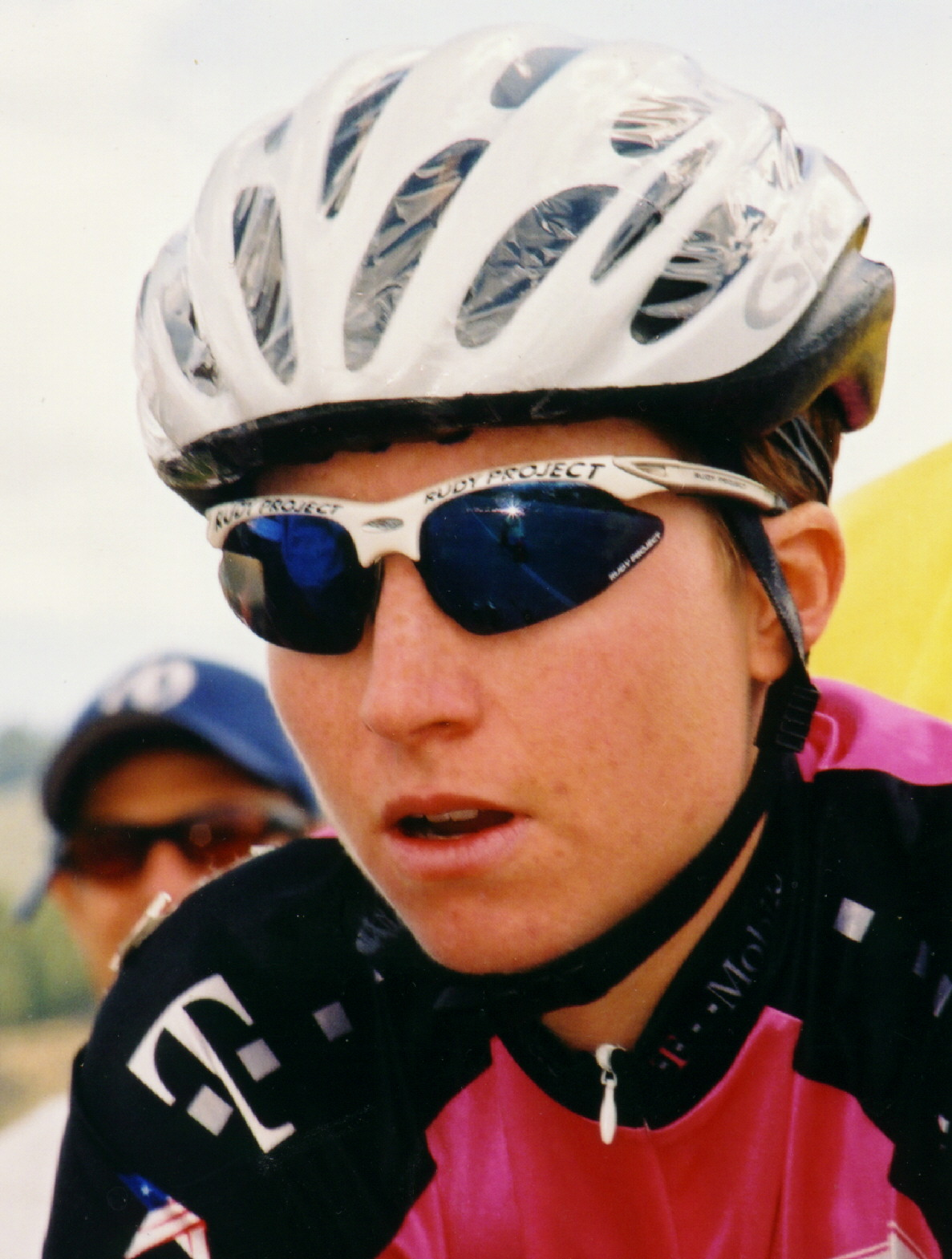
Amber Neben

### Effectif
| Coureur                   | Date de naissance | Nationalité | Équipe 2001    |
| ------------------------- | ----------------- | ----------- | -------------- |
| Kim Anderson              | 28 janvier 1968   | États-Unis  | Autotrader.com |
| Dotsie Bausch, née Cowden | 6 mars 1973       | États-Unis  |                |
| Katrina Berger-Grove      | 9 avril 1974      | États-Unis  | Autotrader.com |
| Mari Holden Paulsen       | 30 mars 1971      | États-Unis  | Alfa Lum       |
| Amber Neben               | 18 février 1975   | États-Unis  | Autotrader.com |
| Lara Ruthven              | 4 avril 1971      | États-Unis  |                |
| Melissa Thompson          | 27 novembre 1978  | États-Unis  |                |

Deirdre Demet-Barry, née le 8 octobre 1972 rejoint l'équipe au cours de la saison en provenance de l'équipe TalgoAmerica.com,.

### Encadrement
Encadrement : 
- Directeur sportif : Jim Miller.
- Méchanicien :  Dave Pitts.

## Déroulement de la saison
Sur la Redlands Bicycle Classic, Mari Holden est troisième de la deuxième et de la troisième étape,. Katrine Berger est cinquième de l'étape suivante.
En avril, Amber Neben est troisième de la troisième étape de la Gracia Orlova, puis gagne la quatrième étape. Elle remporte finalement la Gracia Orlova.
En juin, Dans la Liberty Classic, Kim Anderson suit le groupe de sept coureuses qui s'extrait dans la dernière ascension. Elle finit quatrième,.
Elle participe au  Women's Challenge. Sur la deuxième étape, qui se termine en côte, Amber Neben finit septième. Le lendemain, dans le contre-la-montre individuel, elle prend la sixième place. Dans la difficile cinquième étape, Amber Neben est cinquième et atteint la sixième place du classement général. Elle est huitième de l'étape suivante. Sur la septième étape, Kim Anderson prend la bonne échappée et termine cinquième. Dans l'ultime étape, Katrina Berger parvient à trouver la faille et est accompagnée d'Anna Millward qui la bat au sprint. Au classement général final, Amber Neben est sixième.
Aux championnats des États-Unis contre-la-montre, Amber Neben est deuxième, Dede Demet-Bary est quatrième.
Sur l'épreuve en ligne, Amber Neben part en échappée avec Jessica Phillips à huit miles de l'arrivée, mais se fait battre au sprint,.
En août, l'équipe participe à La Grande Boucle féminine internationale.

## Bilan de la saison

### Victoires

#### Sur route, UCI
| Date   | Course                                       | Pays     | Classe | Vainqueur           |
| ------ | -------------------------------------------- | -------- | ------ | ------------------- |
| 4 mai  | 4e étape du Gracia Orlova                    | Tchéquie | 2.2    | Amber Neben         |
| 5 mai  | Classement général du Gracia Orlova          | Tchéquie | 2.2    | Amber Neben         |
| 2 juin | Coupe du monde cycliste féminine de Montréal | Canada   | CDM    | Deirdre Demet-Barry |

### Classement UCI
| Rang | Coureur              | Points |
| ---- | -------------------- | ------ |
| 24   | Amber Neben          | 144    |
| 31   | Deirdre Demet-Barry  | 122    |
| 83   | Kimberly Anderson    | 29     |
| 103  | Mari Holden          | 20     |
| 135  | Katrina Berger-Grove | 10     |